# Fosse no 1 des mines de Meurchin
La fosse no 1 de la Compagnie des mines de Meurchin est un ancien charbonnage du Bassin minier du Nord-Pas-de-Calais, situé à Bauvin, près des limites avec Meurchin. Le fonçage du puits commence en août 1857, et la fosse commence à produire en 1859. Le 3 février 1872, huit mineurs sur quatorze périssent dans la chute d'une cage dans le bougnou, soit dans la chute, soit par noyade. Les grands bureaux sont construits à proximité de la fosse, le long de la route principale. Des cités sont établies sur les territoires de Bauvin et de Meurchin, dans un style architectural propre à la Compagnie de Meurchin.
La Compagnie de Meurchin est rachetée par celle de Lens en 1920. Cette dernière construit des habitations supplémentaires dans son style architectural, dont des corons. La fosse no 1 cesse d'extraire en 1936, elle sert alors pour le service de la fosse no 3 - 4. La Compagnie des mines de Lens est nationalisée en 1946, et intègre le Groupe de Lens. Le puits no 1, profond de 283,30 mètres, est remblayé en 1954.
Au début du XXIe siècle, Charbonnages de France matérialise la tête de puits no 1. Une entreprise a pris place sur le carreau de fosse. Bien qu'il ne reste plus que le bâtiment des ateliers-magasins de la fosse, il subsiste encore les grands bureaux, ainsi qu'une grande partie des cités minières.

## La fosse
Alors que la Compagnie de Meurchin creuse son puits no 1, elle ouvre en 1857 une autre fosse à Carvin dans le but d'obtenir plus de terrains dans sa concession. celle-ci n'a pas été continuée, et elle a été abandonnée à l'état d'avaleresse à la profondeur de 14,80 mètres. Le décret du 19 décembre 1860 institue plusieurs concessions dont celles de Meurchin et de Carvin. Ce n'est qu'en 1904 que la Compagnie de Meurchin ouvrira de nouveau une fosse à Carvin : la fosse no 6.

### Fonçage
La fosse no 1 est commencée à Bauvin en août 1857,, à l'extrémité du territoire communal, vers Meurchin, près de la route reliant Meurchin à Provin. Le niveau est passé avec une machine à traction directe puissante, de 200 chevaux. Le niveau fournit, à certains moments, jusqu'à 140 hectolitres d'eau par minute. Le terrain houiller est atteint à 130 mètres. À peine est-il atteint, qu'une veine de 1,10 mètre est rencontrée, inclinée à 16°. Le puits traverse ensuite 102,15 mètres de terrain stérile, et rencontre une deuxième couche, également de 1,10 mètre, à 232,15 mètres. Le cuvelage est en bois de 4,04 mètres de diamètre utile, et est installé sur une hauteur de 81 mètres.

### Exploitation
La fosse entre en exploitation en 1859, à l'étage de 173 mètres. En 1870, le chevalement est incendié. Il est remplacé par deux massifs en maçonnerie.
L'accident du 3 février 1872 est survenu à la fosse no 1, vers neuf heures du soir. Quatorze ouvriers remontent dans une cage, à douze mètres au-dessus de l'accrochage de 220 mètres (le puits a 232 mètres de profondeur et le puisard est à peu près plein d'eau), la patte du câble se rompt ; l'une des griffes du parachute fonctionne et se brise, l'autre glisse sur le guide et la cage retombe au puisard : six ouvriers s'échappent à la nage, les huit autres sont noyés ou tués dans la chute. L'enquête de l'Administration des Mines établit que la patte du câble est en mauvais état, et que la griffe du parachute qui n'a pas fonctionné est usée par le frottement.

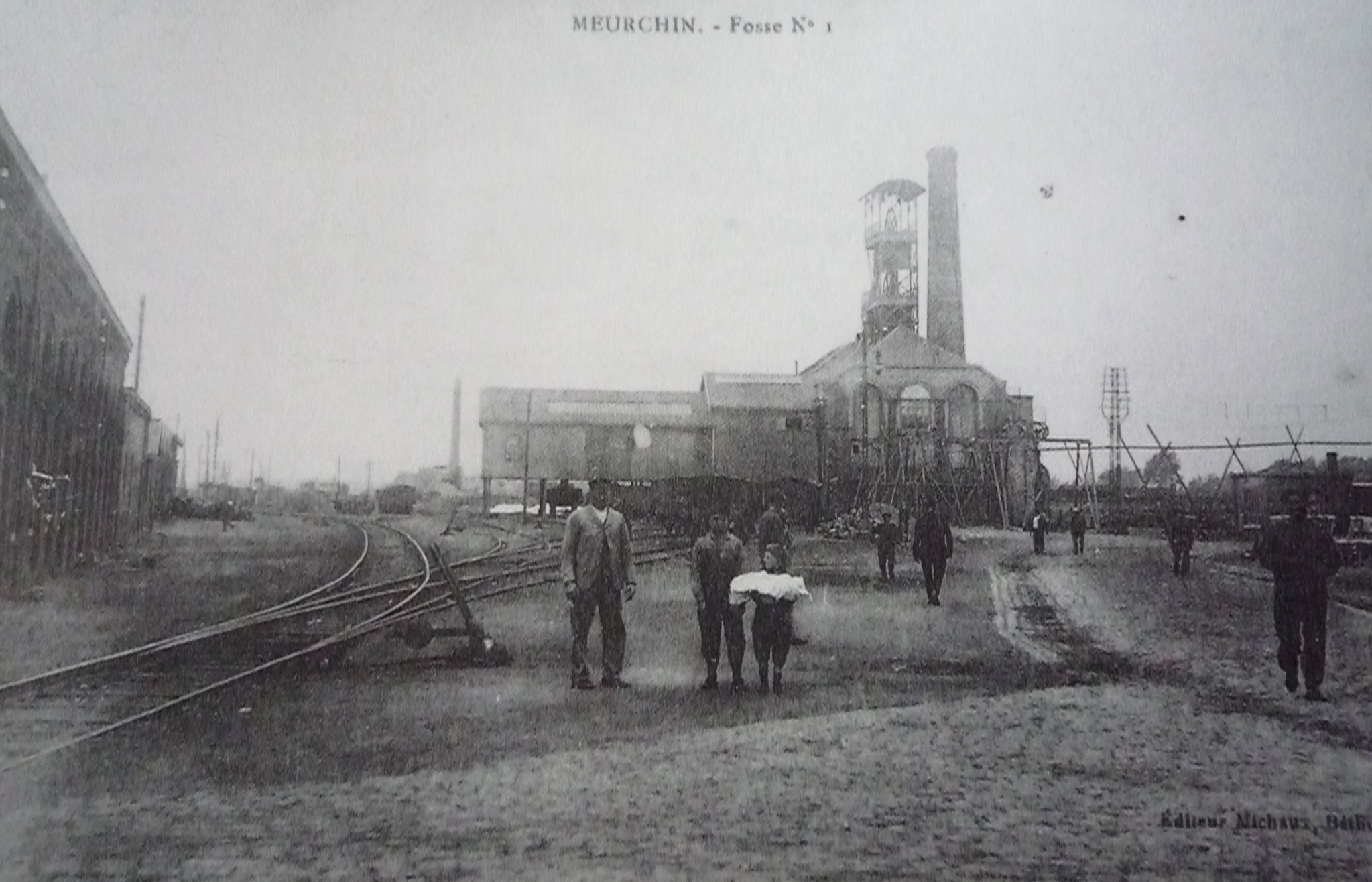
La fosse no 1 et son nouveau chevalement vers 1910.

Il est bon de noter que la patte rompue fonctionnait depuis le matin seulement. Le Parquet de Lille a fait remonter la responsabilité de l'accident aux agents chargés de la surveillance et de l'entretien des engins d'extraction, et à l'Ingénieur ; celui-ci a été condamné à trois mois de prison, le maître-porion à vingt jours, et le maître-forgeron qui a posé, la patte, à quinze jours. Une partie des peines a été remise par la Commission des grâces.
L'approfondissement du puits, repris en 1878, est poussé à 283,30 mètres. Les accrochages sont établis à 173, 220 et 272 mètres. L'orifice du puits est à l'altitude de 28,55 mètres par rapport au niveau de la mer. Le puits rencontre une veine no 3, à 252 mètres, et à 273 mètres, la même veine rejetée.
La Compagnie de Meurchin est rachetée par celle de Lens en 1920. La fosse cesse d'extraire en 1936, elle assure le service pour la fosse no 3 - 4, sise 1 530 mètres à l'ouest. Le puits est remblayé en 1954. Le seul vestige de la fosse est le bâtiment des ateliers-magasins.

### Reconversion
Au début du XXIe siècle, Charbonnages de France matérialise la tête de puits. Le BRGM y effectue des inspections chaque année. Une entreprise est installée sur le carreau de fosse.

## Les grands bureaux
50° 30′ 05″ N, 2° 53′ 30″ E
La Compagnie de Meurchin a construit ses grands bureaux le long de la route principale, devant de la fosse no 1, sur le territoire de Meurchin, près des limites avec Bauvin. Ceux-ci n'ont pas été détruits, mais la façade a subi quelques modifications.

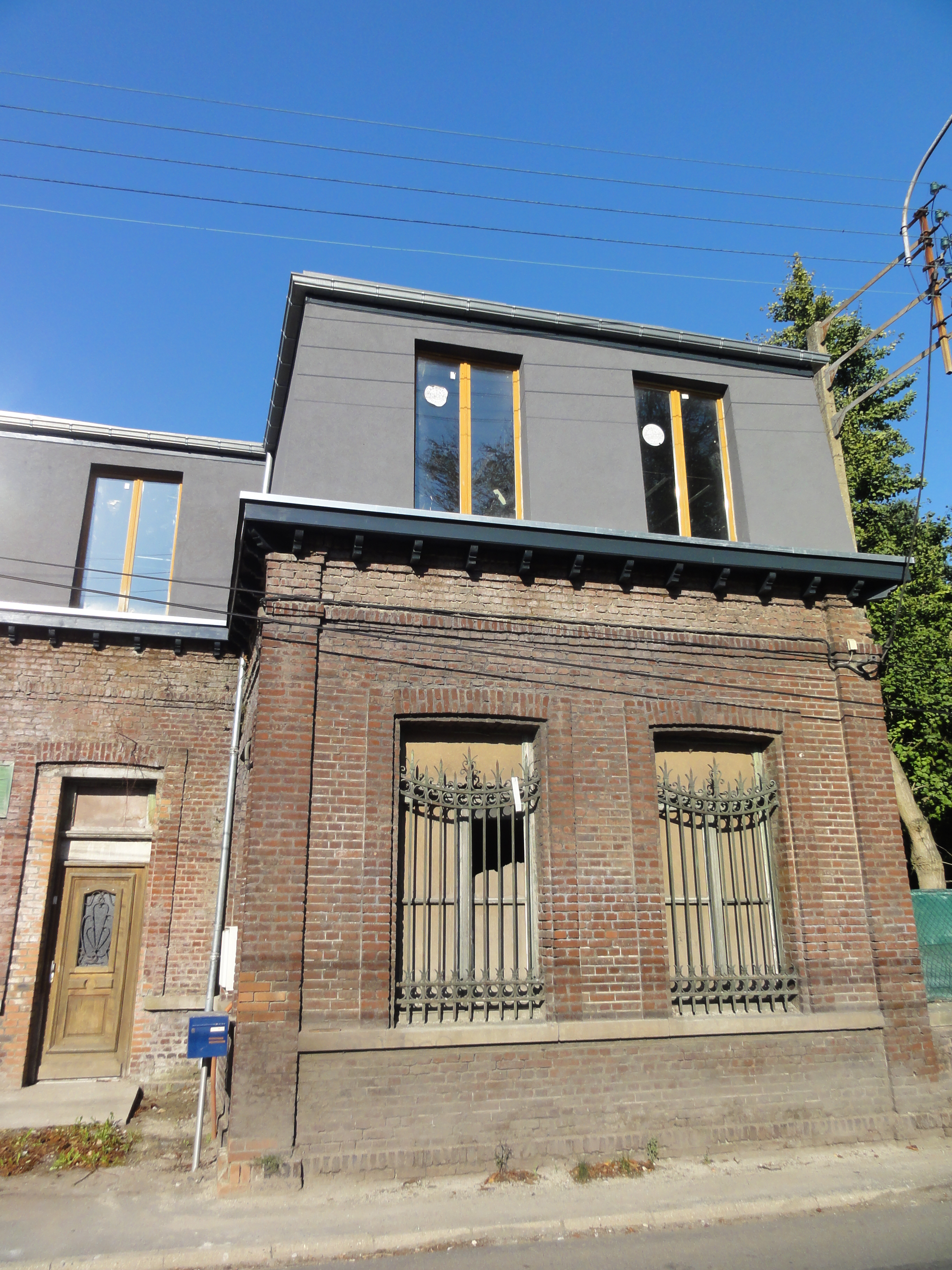
Les grands bureaux.
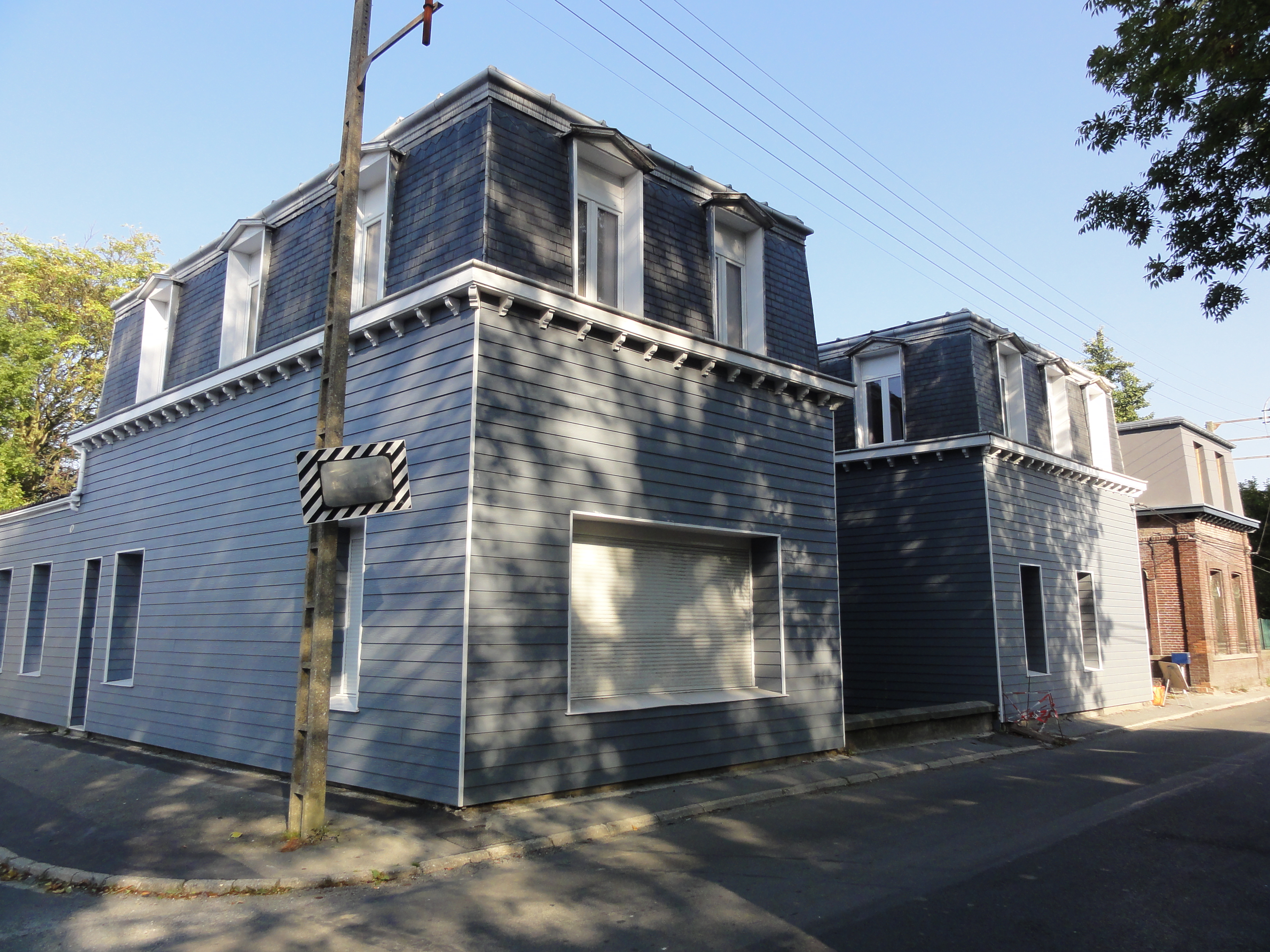
Les grands bureaux.
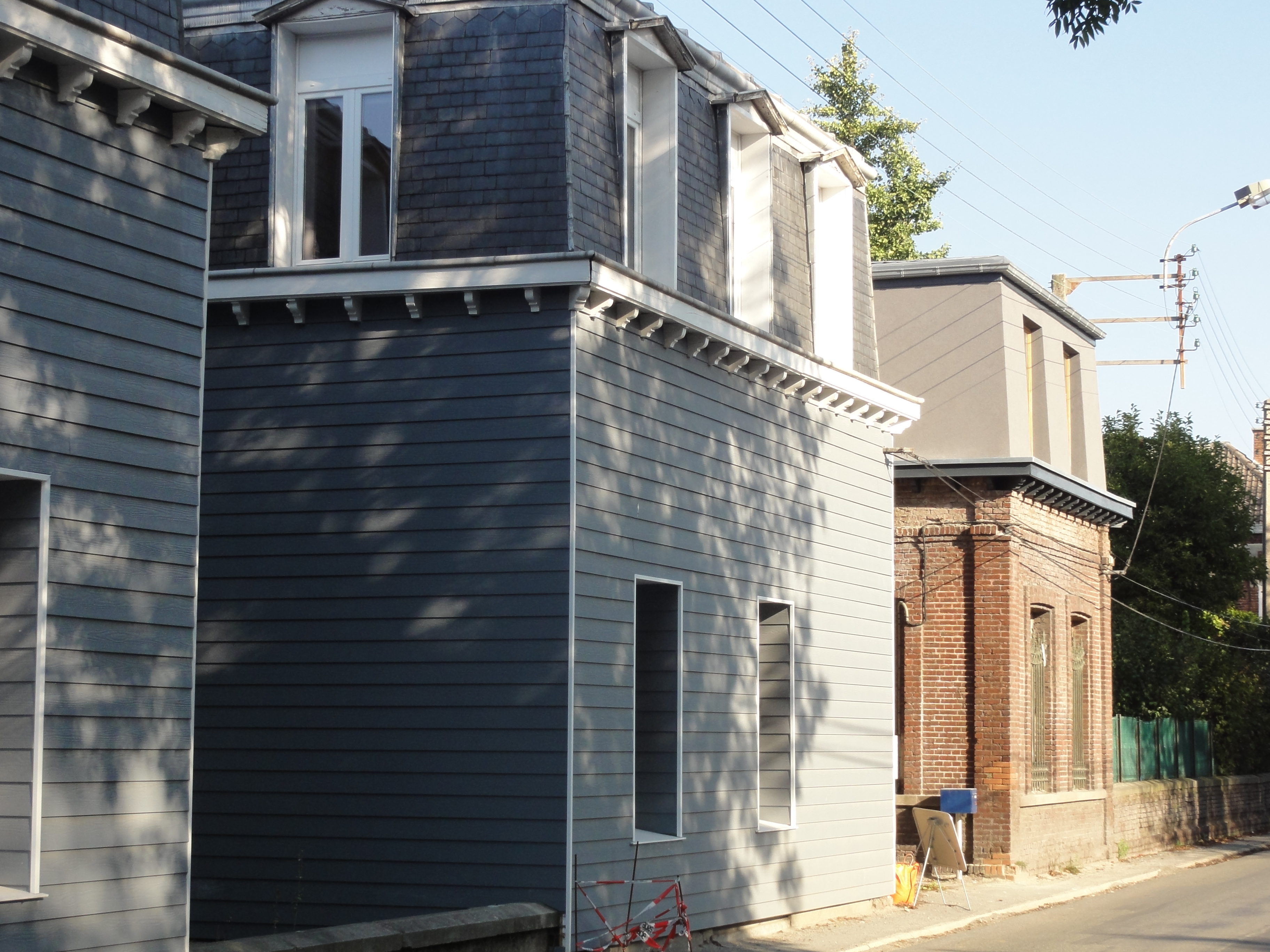
Les grands bureaux.
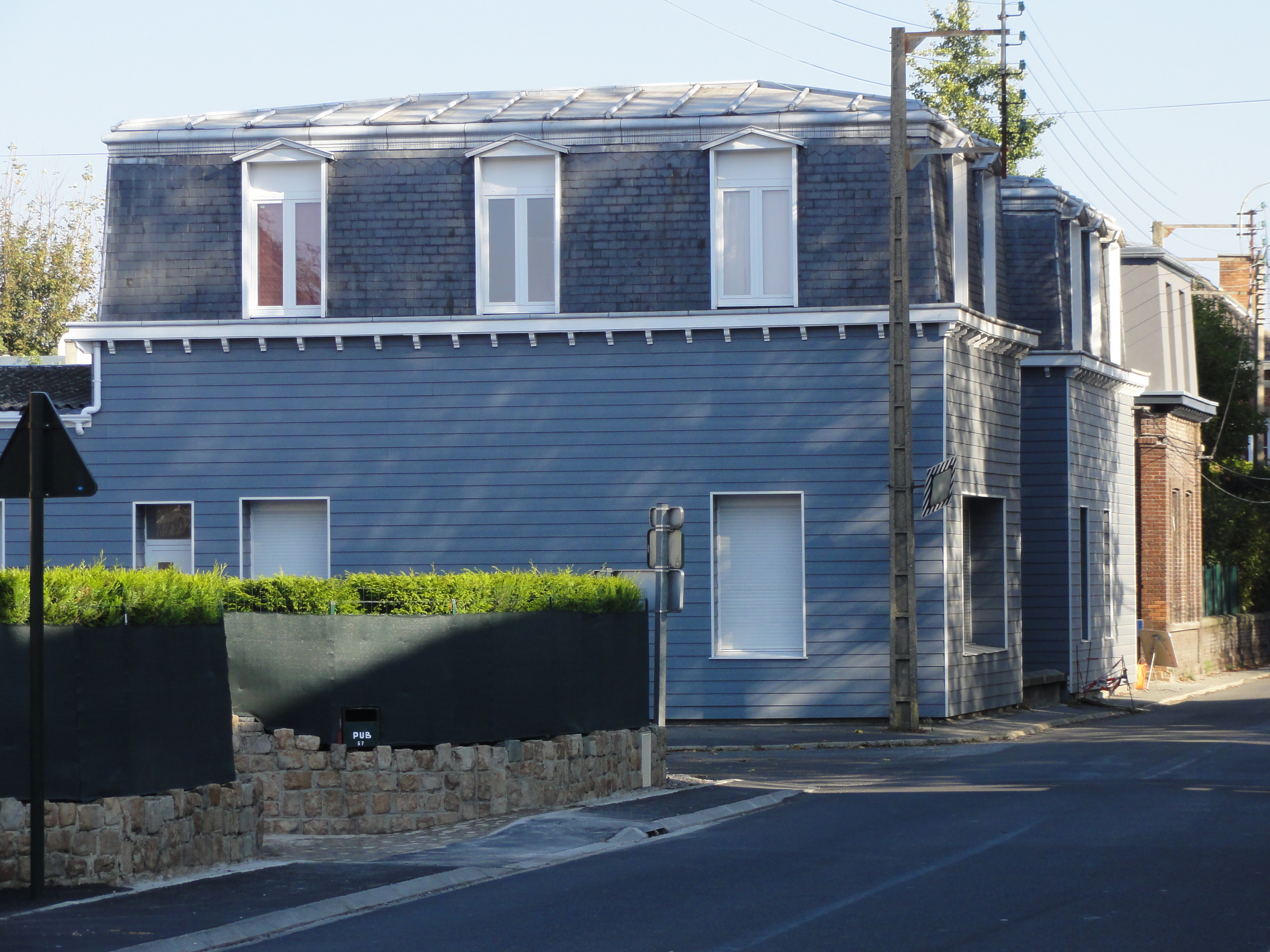
Les grands bureaux.

## Les cités
Plusieurs cités ont été établies près de la fosse no 1, sur les communes de Meurchin et de Bauvin. Les habitations les plus anciennes ont été construites par la Compagnie de Meurchin, les autres ont été construites par celle de Lens. L'architecture y est particulièrement diversifiée. Les habitations sont groupées par deux, par quatre, ou en corons.

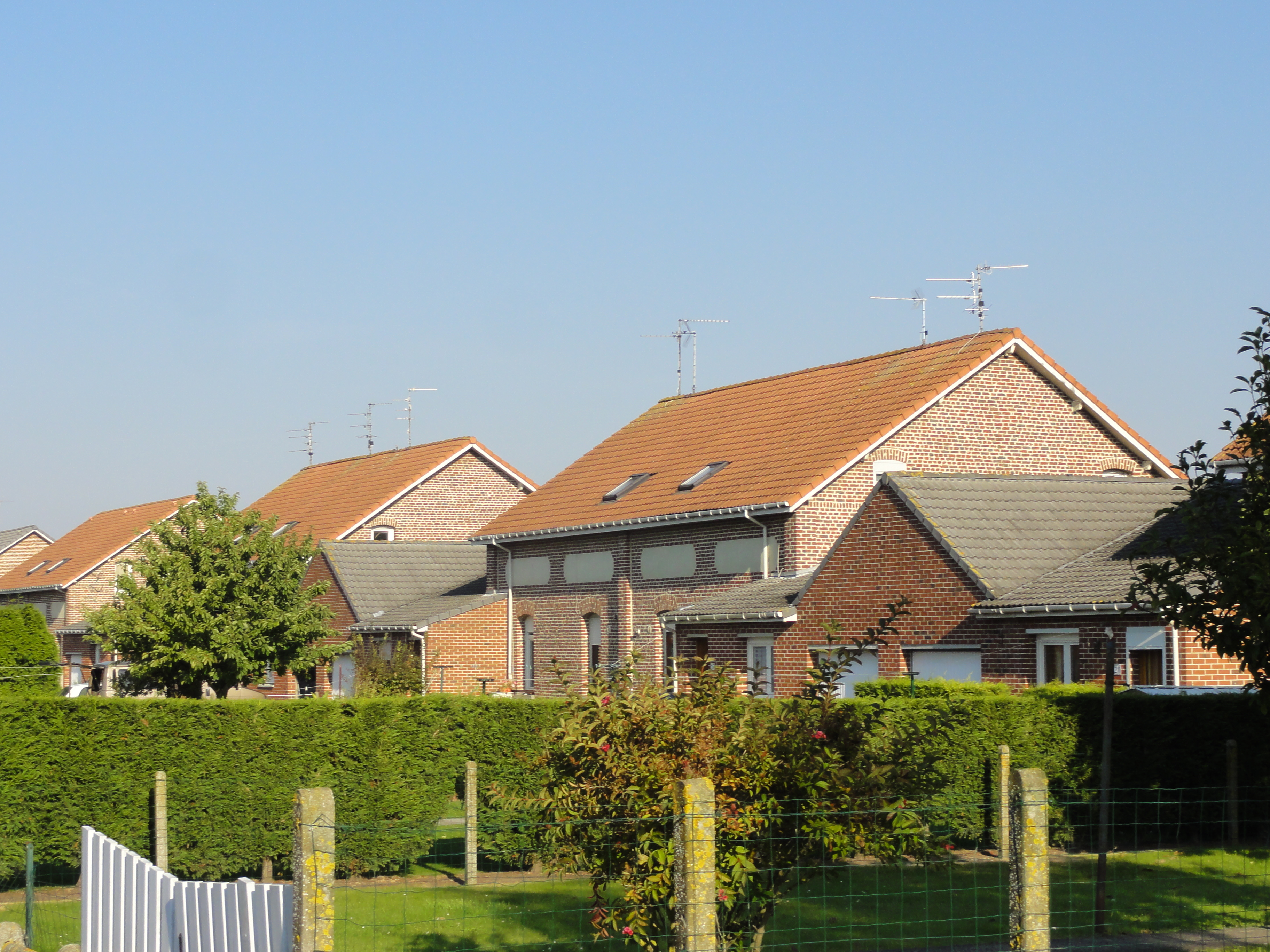
Habitations de la Compagnie de Meurchin.
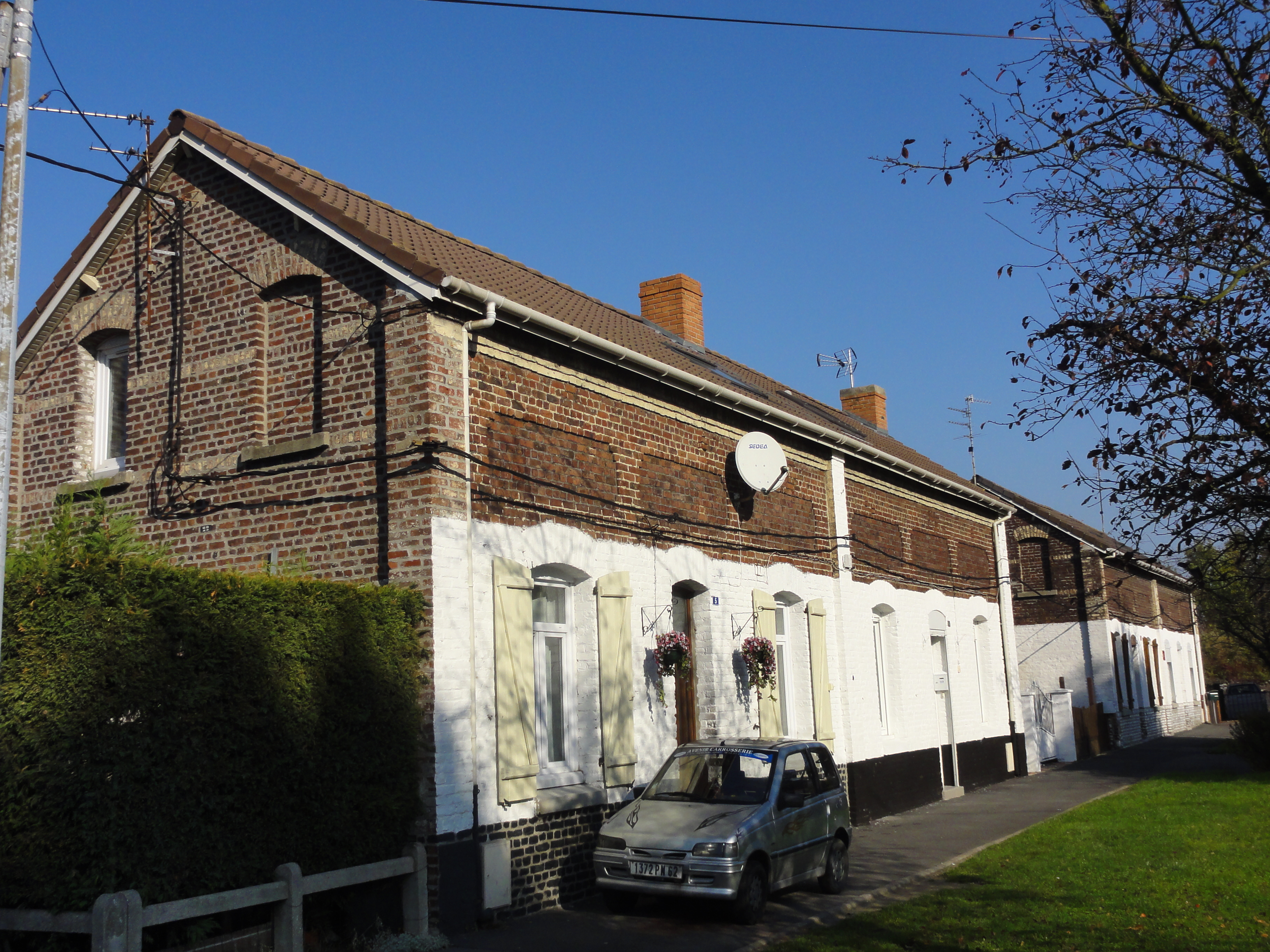
Habitations de la Compagnie de Meurchin.
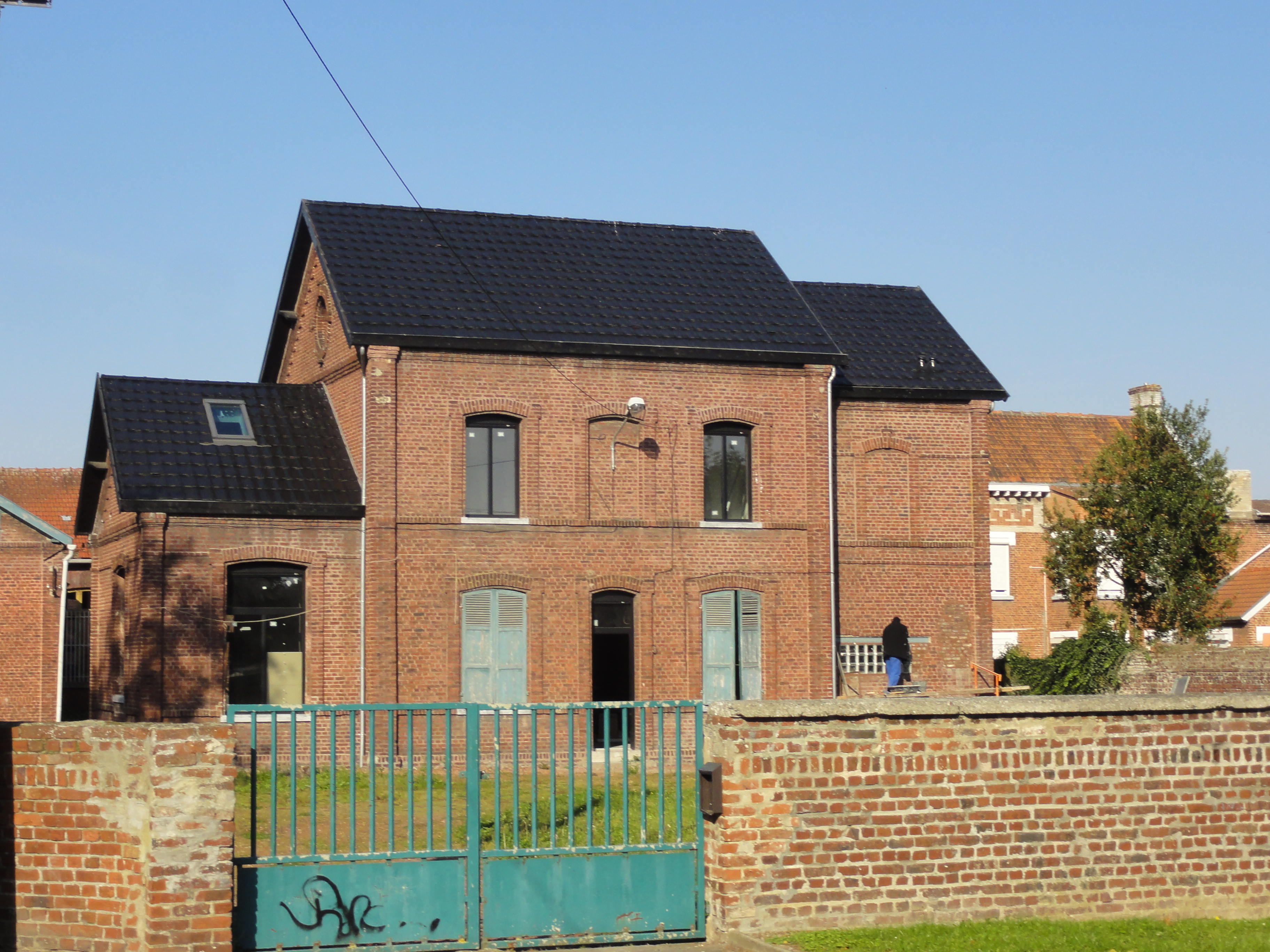
Habitation d'ingénieur.
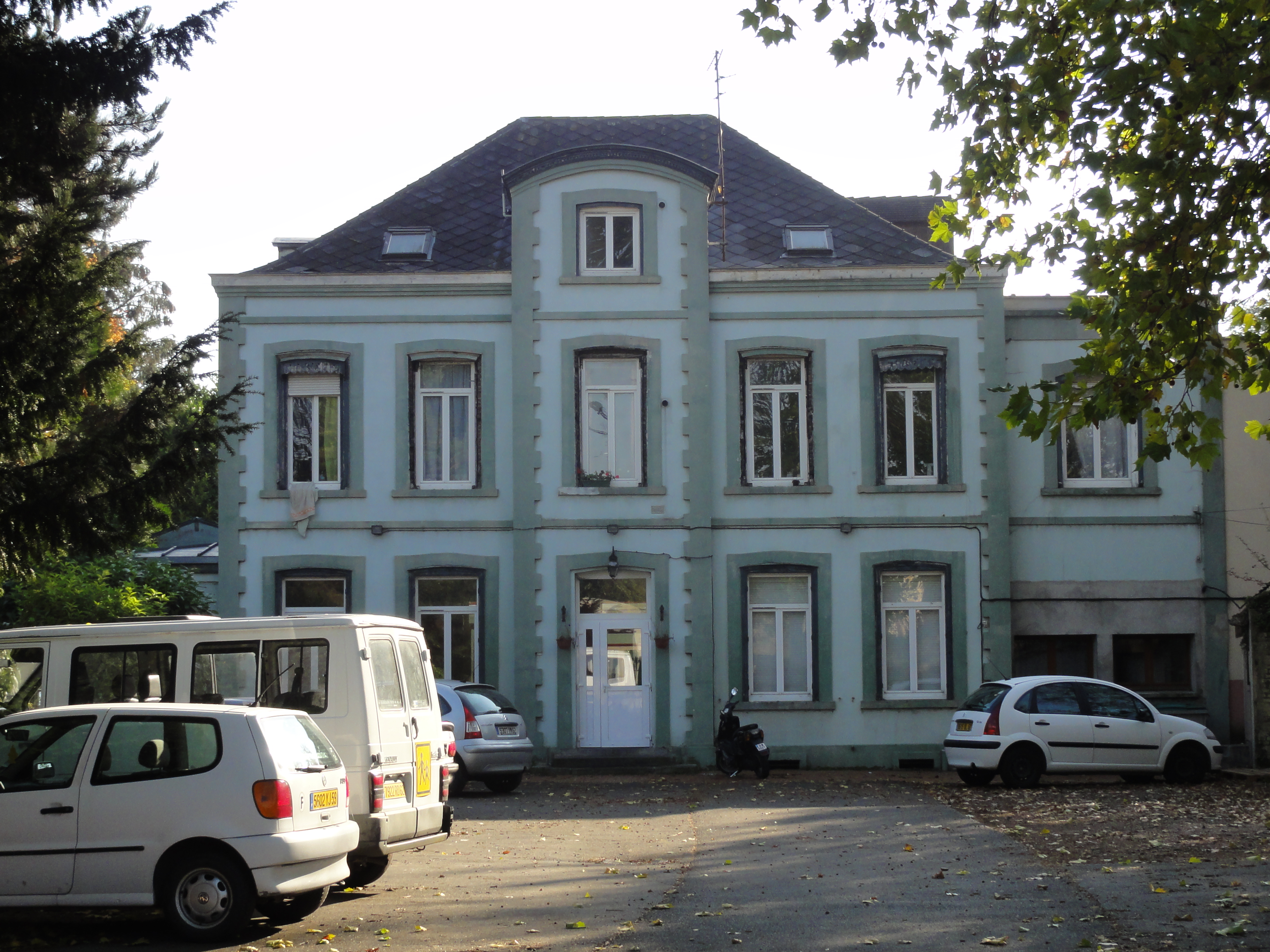
Habitation d'ingénieur.
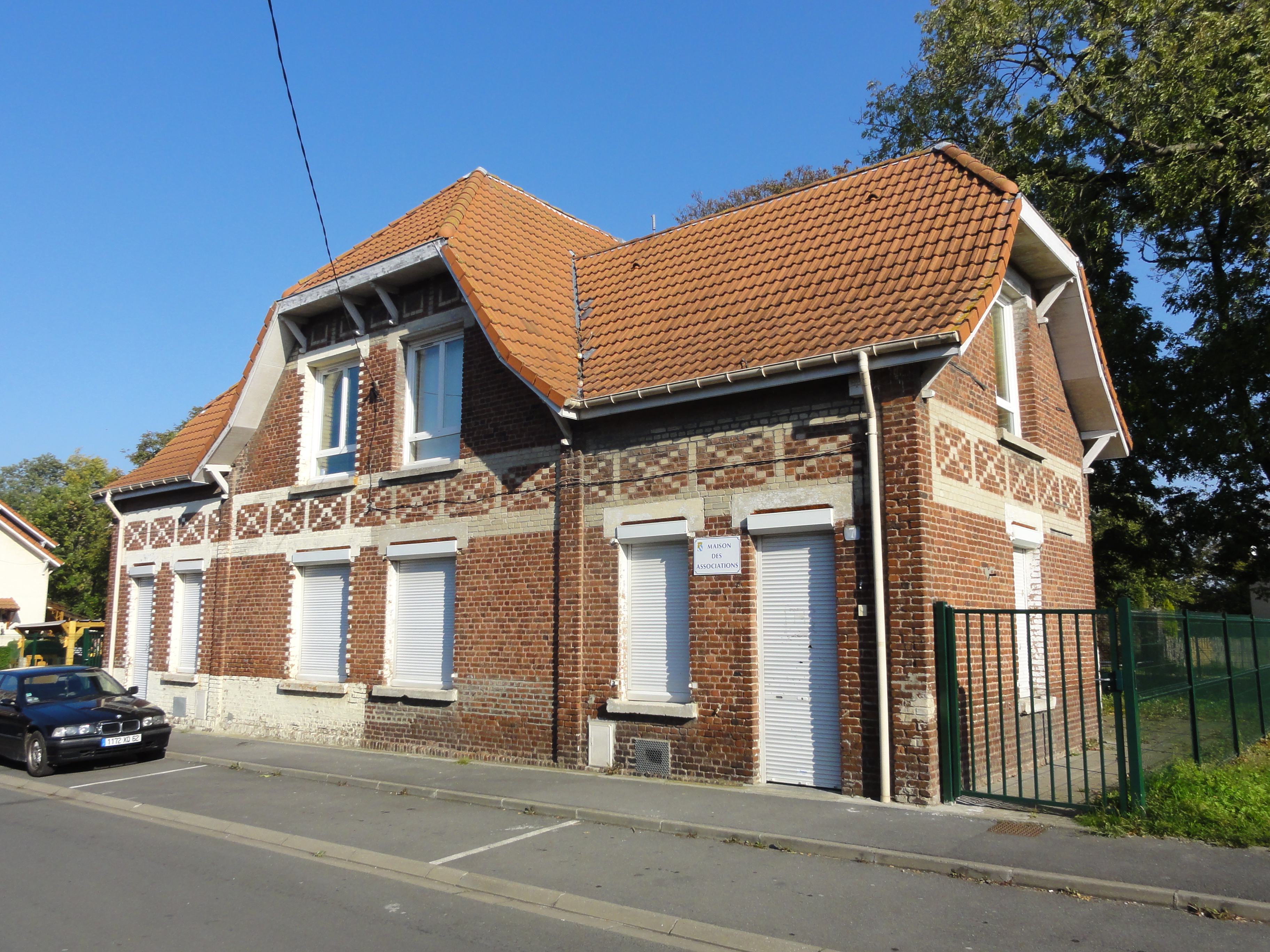
Habitations de la Compagnie de Lens.
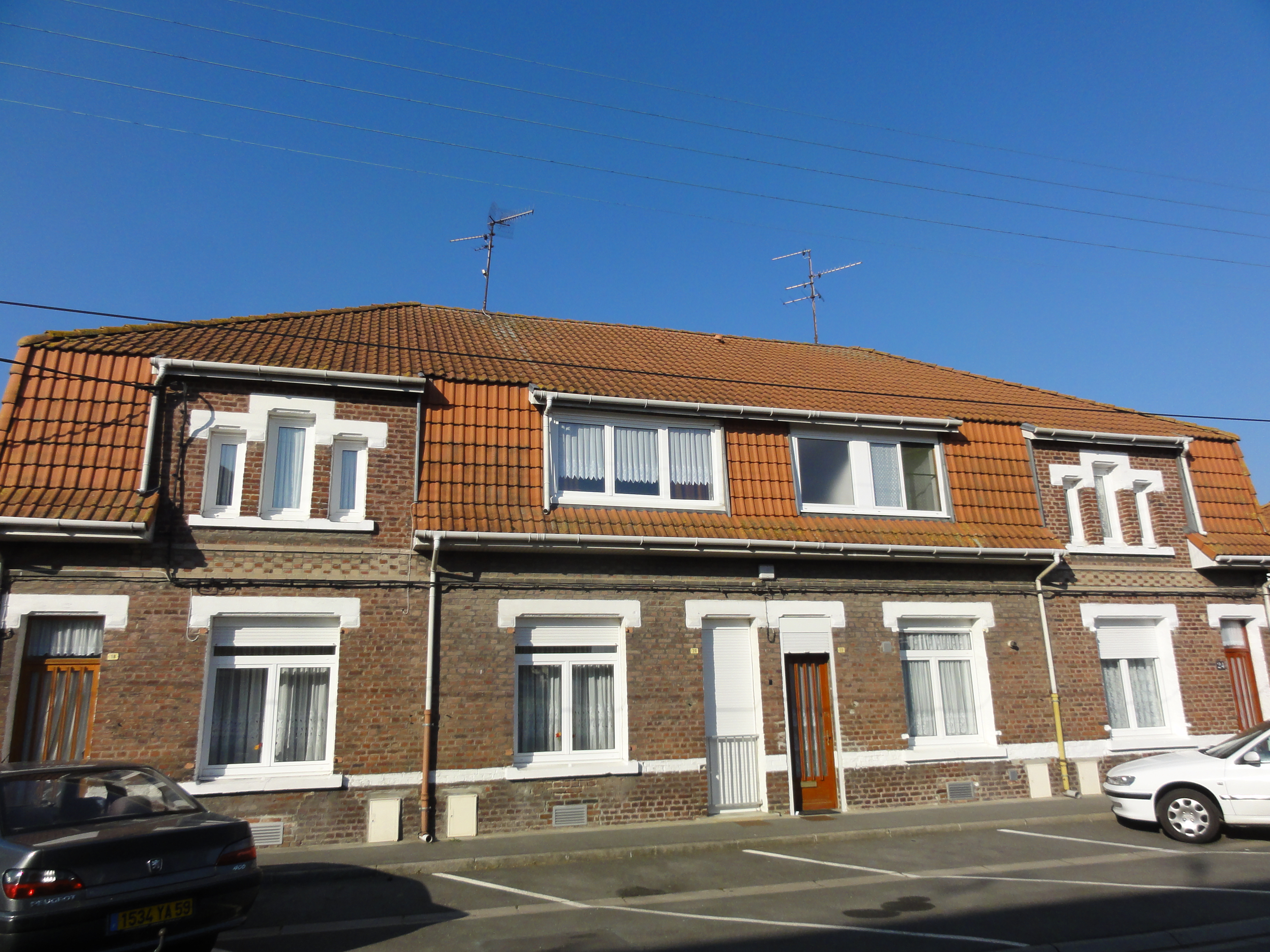
Habitations de la Compagnie de Lens.
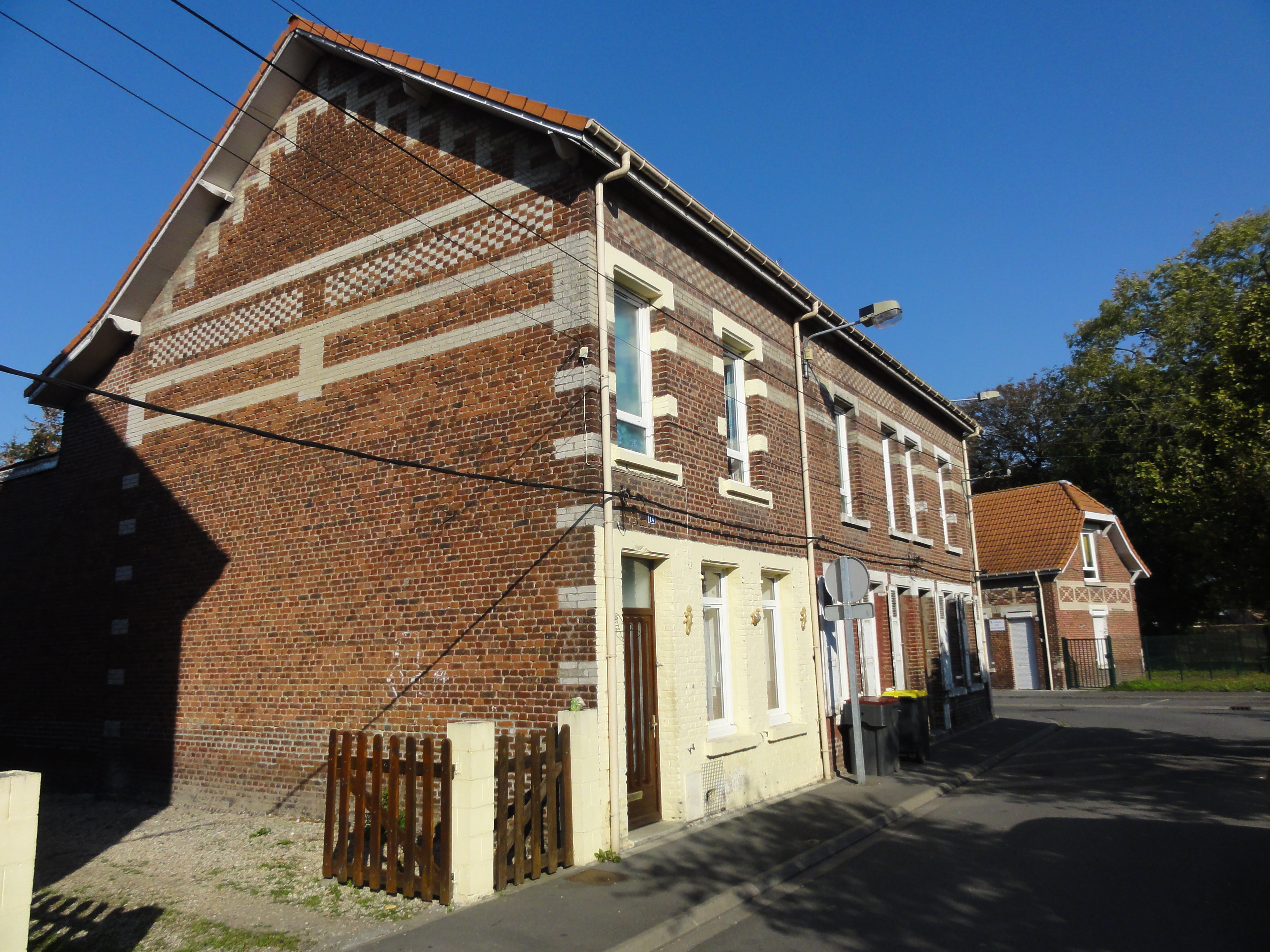
Habitations de la Compagnie de Lens.
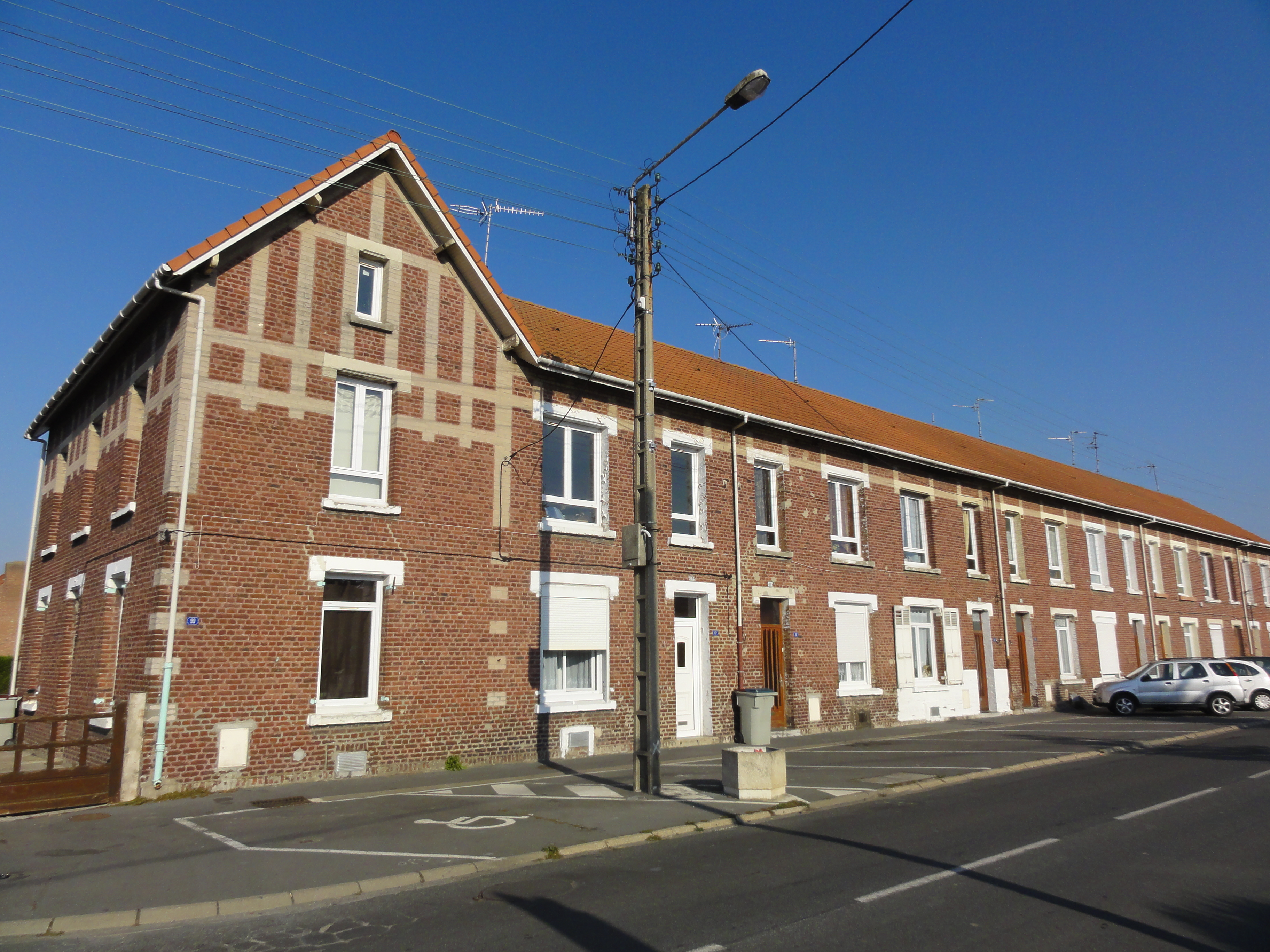
Habitations de la Compagnie de Lens.